# Adolf Fredrik Lindblad
Adolf Fredrik Lindblad (Skänninge, 1º febbraio 1801 – Linköping, 23 agosto 1878) è stato un compositore svedese.

## Biografia
Lindblad nacque da padre ignoto nel 1801 nella provincia dello Östergötland, dove studiò pianoforte e flauto; compose il suo primo concerto per flauto a quindici anni. Nel 1823 si iscrisse all'Università di Uppsala, dove fu allievo di Friedrich Hæffner; poi studiò a Berlino tra il 1826 e il 1827 con Carl Friedrich Zelter.
Nel 1827 fondò una scuola di pianoforte a Stoccolma, che egli diresse fino al 1862.
Lindblad viaggiò più volte in Germania, diventando amico di Felix Mendelssohn Bartholdy e conoscendo a Dresda Carl Maria von Weber.
Egli fu professore di Jenny Lind, «l'usignolo svedese», alla quale fece conoscere Giacomo Meyerbeer e Felix Mendelssohn; l'affetto di Lindblad per lei fu così evidente che sua moglie, Sophie, gli propose di divorziare perché potesse sposarla, ma lui rifiutò. Lindblad fu anche maestro di pianoforte per la casa reale svedese.

## Opere

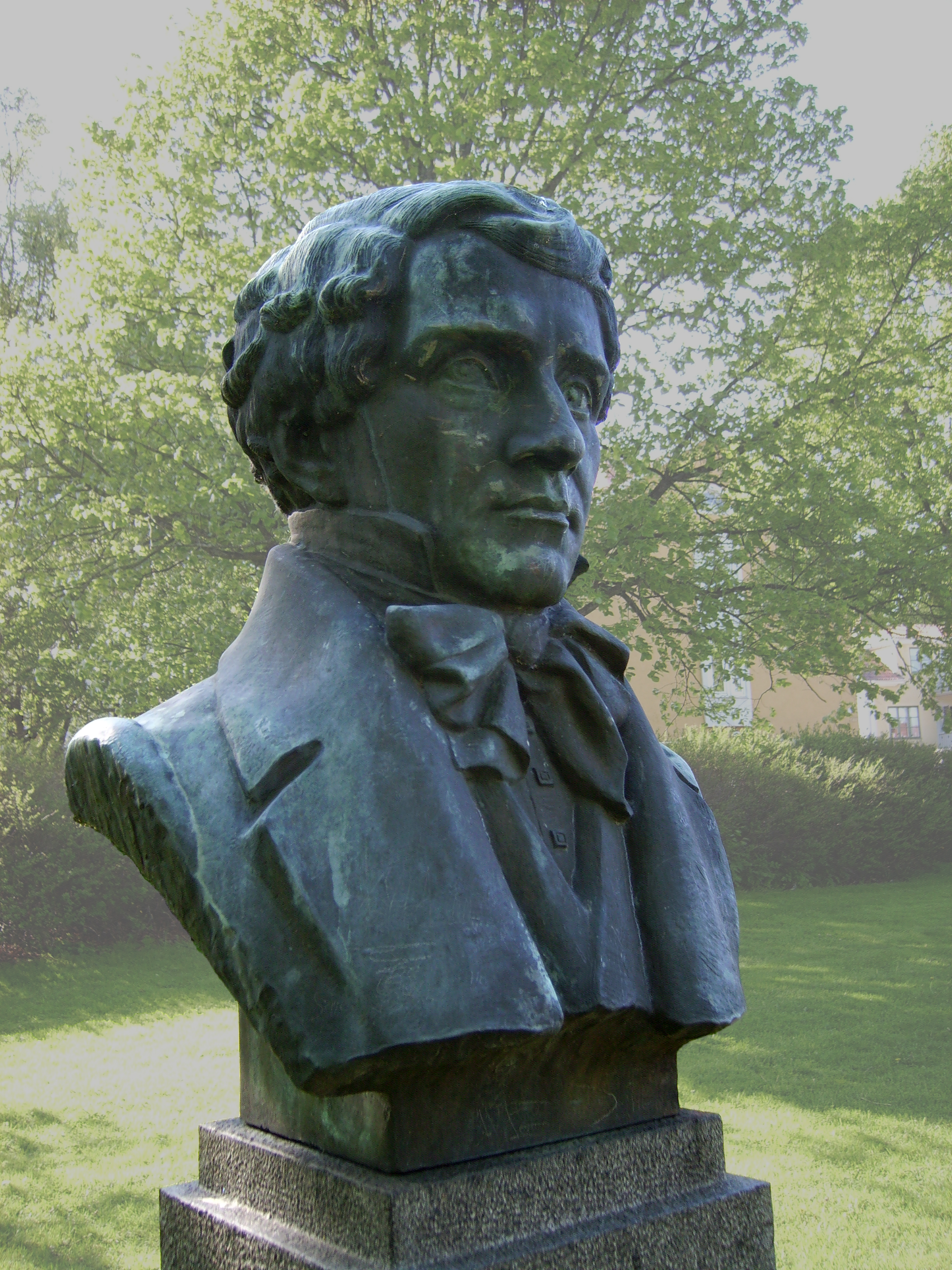
Statua di Adolf Fredrik Lindblad a Skänninge.

Lindblad compose un'opera, Frondörerna (I ribelli), due sinfonie, in do e re maggiore, e musica da camera comprendente due quintetti d'archi, tre sonate per violino, sette quartetti d'archi e circa duecento tra Lieder e canzoni svedesi, guadagnandosi i soprannomi di "Schubert svedese" e "padre della canzone svedese".

### Elenco delle opere
- Sinfonie
  - Sinfonia n°1 in Do maggiore, op. 19, creata il 25 marzo 1832
  - Sinfonia n°2 in Re maggiore, creata il 6 maggio 1855
- Musica da camera
  - Quintetto d'archi in La maggiore
  - Quintetto d'archi in Fa maggiore
  - Sette quartetti per archi
  - Trio per piano, violino e viola
  - Tre suonate per violino
  - Alcune sonate per piano
- Opere teatrali
  - Frondörerna, opera, 1823-1835